# 1507 pr. n. št.

## Rojstva
- Hačepsut, faraonka iz Osemnajste egipčanske dinastije († 1458 pr. n. št.)